# Nagrada Vasje Cerarja
Nagrado Vasje Cerarja Društvo slovenskih književnih prevajalcev skupaj z Mladinskim kulturnim centrom Maribor (MKc Maribor) podeljuje za posebno uspele prevode mladinskih leposlovnih besedil v slovenščino. Vsako leto se določi ena od štirih kategorij, v kateri bo nagrada podeljena: slikanica, besedilo za mlade bralce do 12 let, strip/risoroman in besedilo za mlade bralce, starejše od 12 let. Nagrada je bila ustanovljena leta 2021, imenuje se po uredniku in prevajalcu mladinske književnosti Vasji Cerarju.

## Prejemniki nagrade Vasje Cerarja
- 2022: Milan Dekleva za prevoda slikanic Rachel Bright Lev v srcu in Veveričji prepir
- 2023: Nada Grošelj za November v Mumindolu švedskojezične finske pisateljice Tove Jansson.
- 2024: Boštjan Gorenc za štiri dela iz serije Pasji mož avtorja Dava Pilkeyja
- 2024: Katja Zakrajšek za prevod romana v verzih Pesnica X Elizabeth Acevedo